# Miltochrista eccentropis
Miltochrista eccentropis är en fjärilsart som beskrevs av Edward Meyrick 1894. Miltochrista eccentropis ingår i släktet Miltochrista och familjen björnspinnare. Inga underarter finns listade i Catalogue of Life.